# Days of the Week
Days of the Week è un singolo del gruppo rock statunitense Stone Temple Pilots, pubblicato nel 2001 ed estratto dall'album Shangri-La Dee Da.
Il brano è stato composto da Dean DeLeo, con testo scritto da Scott Weiland.